# Comuna Gura Șuții, Dâmbovița
Gura Șuții este o comună în județul Dâmbovița, Muntenia, România, formată din satele Gura Șuții (reședința) și Speriețeni.

## Geografie
Comuna se află în zona central-sudică a județului, la sud de Târgoviște, pe malul drept al Dâmboviței și este străbătută de șoselele județene DJ721 și DJ721A, care o leagă de Târgoviște, de Costeștii din Deal și Cuparu.

## Demografie
Componența etnică a comunei Gura Șuții
     Români (90,44%)
     Romi (4,19%)
     Alte etnii (5,37%)
Componența confesională a comunei Gura Șuții
     Ortodocși (88,05%)
     Adventiști (4,29%)
     Creștini după evanghelie (1,51%)
     Alte religii (0,53%)
     Necunoscută (5,62%)
Conform recensământului efectuat în 2021, populația comunei Gura Șuții se ridică la 5.106 locuitori, în scădere față de recensământul anterior din 2011, când fuseseră înregistrați 5.462 de locuitori. Majoritatea locuitorilor sunt români (90,44%), cu o minoritate de romi (4,19%). Din punct de vedere confesional, majoritatea locuitorilor sunt ortodocși (88,05%), cu minorități de adventiști (4,29%) și creștini după evanghelie (1,51%), iar pentru 5,62% nu se cunoaște apartenența confesională.

## Politică și administrație
Comuna Gura Șuții este administrată de un primar și un consiliu local compus din 15 consilieri. Primarul, Marian Dinu[*], de la Partidul Social Democrat, este în funcție din 1 noiembrie 2024. Începând cu alegerile locale din 2024, consiliul local are următoarea componență pe partide politice:
|  | Partid                          | Consilieri | Componența Consiliului | Componența Consiliului | Componența Consiliului | Componența Consiliului | Componența Consiliului | Componența Consiliului | Componența Consiliului | Componența Consiliului | Componența Consiliului | Componența Consiliului | Componența Consiliului | Componența Consiliului | Componența Consiliului |
|  | ------------------------------- | ---------- | ---------------------- | ---------------------- | ---------------------- | ---------------------- | ---------------------- | ---------------------- | ---------------------- | ---------------------- | ---------------------- | ---------------------- | ---------------------- | ---------------------- | ---------------------- |
|  | Partidul Social Democrat        | 13         |                        |                        |                        |                        |                        |                        |                        |                        |                        |                        |                        |                        |                        |
|  | Alianța pentru Unirea Românilor | 2          |                        |                        |                        |                        |                        |                        |                        |                        |                        |                        |                        |                        |                        |

## Istoric
În secolul al XIX-lea, satele Speriețeni și Gura Șuții alcătuiau fiecare câte o comună de sine stătătoare, ambele în plasa Cobia a județului Dâmbovița. Comuna Gura Șuții avea 2450 de locuitori și în ea funcționau o biserică și o școală. Comuna Speriețeni avea dotări similare și o populație de 597 de locuitori.
În 1925, cele două comune făceau parte din plasa Titu a aceluiași județ. Comuna Speriețeni avea 873 de locuitori, în vreme ce comuna Gura Șuții avea 1893 de locuitori.
În 1950, cele două comuneau trecut în raionul Găești din regiunea Argeș și în 1968 au fost comasate, formând o unică comună denumită Gura Șuții.